# امهرست جنوبی (ماساچوست)
امهرست جنوبی (به انگلیسی: South Amherst) یک منطقهٔ مسکونی در ایالات متحده آمریکا است که در شهرستان همپشر، ماساچوست واقع شده‌است. امهرست جنوبی ۱۱٫۰۰ کیلومتر مربع مساحت و ۴٬۹۹۴ نفر جمعیت دارد و ۷۰ متر بالاتر از سطح دریا واقع شده‌است.